# Lidia Popiel
Lidia Popiel, nebo Lidia Małgorzata Linda (* 18. ledna 1959) je polská fotografka a bývalá modelka.

## Životopis
Počátky její kariéry sahají do roku 1976 - všiml si jí a pozval ji jeden z módních fotografů do Centra průmyslového designu, kde bylo pořízeno několik jejích fotografií, díky nimž začala pracovat jako modelka. Pracovala například pro módní dům Moda Polska. Koncem 70. let odjela na pár měsíců pracovat jako modelka do Paříže.
Na začátku 80. let se vzdala kariéry modelky ve prospěch fotografování. Fotografii se profesionálně věnuje od roku 1985. pro magazíny Zwierciadło, Pani nebo Sukces. V roce 1990 vytvořila titulní fotografii k albu Zawsze tam – gdzie ty rockové skupiny Lady Pank. Přednáší na katedře fotografie Varšavské filmové školy. Je šéfredaktorkou časopisu Fine Life.
Pracuje v nadaci "Polsko je žena". Je předsedkyní signatářské rady ve Straně žen. Je také novinářkou v Polsat Café.
Přestože kariéru modelky ukončila v 80. letech, na přehlídkových molech je občas vidět i dnes.
V roce 2007 udělil starosta města Gdaňsku Lidii Popiel titul Ambassador of Amber 2008/2009. V roce 2009 se umístila na 12. místě žebříčku nejvlivnějších žen v Polsku. Žebříček vyhlásil ekonomický magazín Home&Market.

## Soukromý život
Bývalá manželka malíře Witolda Popiela. Manželka Bogusława Lindy, s nímž má dceru Aleksandru (* 1992).

## Filmografie
- 1987: Jedenaste przykazanie
- 1988–1990: W labiryncie jako Tamara
- 1991: Kroll jako Angela